# Esports World Cup 2025 – Liên Minh Huyền Thoại
Trò chơi MOBA Liên Minh Huyền Thoại là 1 bộ môn thi đấu tại Esports World Cup 2025, tổ chức tại Riyadh, Ả Rập Xê Út, từ ngày 16 đến ngày 20 tháng 7 năm 2025.
Giải đấu sẽ quy tụ 12 đội tuyển, bao gồm: 2 đội đến từ mỗi khu vực LCK (Hàn Quốc), LCP (Châu Á - Thái Bình Dương), LEC (EMEA) và LPL (Trung Quốc), 3 đội đến từ khu vực LTA, cùng với nhà đương kim vô địch T1. Các đội sẽ giành suất tham dự thông qua việc đủ điều kiện tham dự Mid-Season Invitational (MSI) 2025, dựa trên thứ hạng tại các giải đấu khu vực. Hạt giống của các đội tại giải đấu EWC sẽ được xác định theo thành tích của họ tại MSI.
Đây là lần thứ hai Liên Minh Huyền Thoại góp mặt tại Esports World Cup và là lần đầu tiên trong khuôn khổ thỏa thuận hợp tác kéo dài ba năm giữa nhà phát triển Riot Games và tổ chức Quỹ Esports World Cup (đến năm 2027), nhằm đưa Liên Minh Huyền Thoại, Valorant và Đấu Trường Chân Lý vào hệ thống giải đấu này.
Gen.G đã xuất sắc lên ngôi vô địch giải đấu sau khi đánh bại Anyone's Legend với tỷ số 3-2 trong trận chung kết.

## Thể thức

### Vòng bảng
- 8 đội hạt giống thấp (xếp hạng từ 5 đến 10 tại MSI 2025, cùng 2 đội không tham dự MSI) sẽ tham gia thi đấu theo thể thức Loại kép GSL.
- Chia làm 2 bảng, mỗi bảng 4 đội.
- 2 đội đứng đầu mỗi bảng sẽ đủ điều kiện lọt vào Vòng loại trực tiếp.

### Vòng loại trực tiếp
- 8 đội tham gia thi đấu, bao gồm 4 đội hạt giống cao (top 4 MSI 2025) và 4 đội từ Vòng bảng.
- Thi đấu theo thể thức Loại trực tiếp.
- Các trận tứ kết và bán kết sẽ thi đấu theo thể thức BO3, còn trận chung kết sẽ diễn ra theo thể thức BO5.[2]

## Các đội tham gia
Mười hai đội được mời tham dự giải đấu được công bố vào ngày 17 tháng 3 năm 2025. Bao gồm:
- Đương kim vô địch Esports World Cup 2024 - T1.
- Các khu vực LCK, LPL, LCP và LEC sẽ có hai suất tham dự mỗi khu vực, gồm các đội đã đủ điều kiện tham dự MSI 2025.

- Riêng khu vực LTA sẽ có ba suất tham dự, bao gồm hai đội đứng đầu của miền Bắc và nhà vô địch miền Nam, đều được xác định từ giai đoạn 2.

### Các đội tham dự
T1 nghiễm nhiên giành suất tham dự với tư cách là nhà đương kim vô địch của giải đấu năm 2024. Vào ngày 26 tháng 5 năm 2025, G2 Esports (thuộc khu vực LEC) trở thành đội phương Tây đầu tiên giành quyền tham dự giải Liên Minh Huyền Thoại tại Esports World Cup, cũng nhờ việc là đội đầu tiên đủ điều kiện tham dự Mid-Season Invitational 2025. Sau đó, vào ngày 1 tháng 6, CTBC Flying Oyster của khu vực LCP cũng nối gót giành vé tham dự theo cách tương tự.
| Khu vực    | Giải đấu | Đội tuyển           | ID   | Tham dự thông qua                                   | Thành tích tại MSI | Vòng đấu xuất phát  |
| ---------- | -------- | ------------------- | ---- | --------------------------------------------------- | ------------------ | ------------------- |
| Hàn Quốc   | LCK      | T1                  | T1   | Quán quân EWC 2024 Đội thắng Đường tới MSI - Trận 2 | Á quân             | Vòng loại trực tiếp |
| Hàn Quốc   | LCK      | Gen.G               | GEN  | Đội thắng Đường tới MSI - Trận 1                    | Vô địch            | Vòng loại trực tiếp |
| Hàn Quốc   | LCK      | Hanwha Life Esports | HLE  | Đội xếp thứ 3 Đường tới MSI                         | DNQ                | Vòng bảng           |
| APAC       | LCP      | CTBC Flying Oyster  | CFO  | Quán quân Vòng loại giữa mùa                        | Đồng hạng 5–6      | Vòng bảng           |
| APAC       | LCP      | GAM Esports         | GAM  | Á quân Vòng loại giữa mùa                           | Hạng 9             | Vòng bảng           |
| EMEA       | LEC      | Movistar KOI        | MKOI | Quán quân Giải Mùa Xuân LEC                         | Đồng hạng 7–8      | Vòng bảng           |
| EMEA       | LEC      | G2 Esports          | G2   | Á quân Giải Mùa Xuân LEC                            | Đồng hạng 7–8      | Vòng bảng           |
| Trung Quốc | LPL      | AG.AL               | AL   | Quán quân Giai đoạn 2 LPL                           | Hạng ba            | Vòng loại trực tiếp |
| Trung Quốc | LPL      | Bilibili Gaming     | BLG  | Á quân Giai đoạn 2 LPL                              | Hạng tư            | Vòng loại trực tiếp |
| Châu Mỹ    | LTA      | FlyQuest            | FLY  | Quán quân Giai đoạn 2 LTA Bắc                       | Đồng hạng 5–6      | Vòng bảng           |
| Châu Mỹ    | LTA      | Cloud9              | C9   | Á quân Giai đoạn 2 LTA Bắc                          | DNQ                | Vòng bảng           |
| Châu Mỹ    | LTA      | FURIA               | FUR  | Quán quân Giai đoạn 2 LTA Nam                       | Hạng 10            | Vòng bảng           |

## Vòng bảng

#### Bảng A
|  |                   |                   |                   |                     |                     |                      |                      |                      |  |  |                             |                             |                             |
|  | Trận đấu mở màn   | Trận đấu mở màn   | Trận đấu mở màn   |                     |                     | Trận đấu nhánh thắng | Trận đấu nhánh thắng | Trận đấu nhánh thắng |  |  | Lọt vào Vòng loại trực tiếp | Lọt vào Vòng loại trực tiếp | Lọt vào Vòng loại trực tiếp |
|  | Trận đấu mở màn   | Trận đấu mở màn   | Trận đấu mở màn   |                     |                     | Trận đấu nhánh thắng | Trận đấu nhánh thắng | Trận đấu nhánh thắng |  |  | Lọt vào Vòng loại trực tiếp | Lọt vào Vòng loại trực tiếp | Lọt vào Vòng loại trực tiếp |
|  |                   |                   |                   |                     |                     |                      |                      |                      |  |  |                             |                             |                             |
|  |                   |                   |                   |                     |                     |                      |                      |                      |  |  |                             |                             |                             |
|  | FlyQuest          | FlyQuest          | 1                 |                     |                     |                      |                      |                      |  |  |                             |                             |                             |
|  | FlyQuest          | FlyQuest          | 1                 |                     |                     |                      |                      |                      |  |  |                             |                             |                             |
|  | Cloud9            | Cloud9            | 0                 |                     |                     |                      |                      |                      |  |  |                             |                             |                             |
|  | Cloud9            | Cloud9            | 0                 |                     |                     |                      |                      |                      |  |  |                             |                             |                             |
|  |                   |                   |                   | FlyQuest            | FlyQuest            | 0                    |                      |                      |  |  |                             |                             |                             |
|  |                   |                   |                   | FlyQuest            | FlyQuest            | 0                    |                      |                      |  |  |                             |                             |                             |
|  |                   |                   | G2 Esports        | G2 Esports          | 1                   |                      |                      |                      |  |  |                             |                             |                             |
|  |                   |                   |                   | G2 Esports          | 1                   |                      |                      |                      |  |  |                             |                             |                             |
|  | G2 Esports        | G2 Esports        | 1                 |                     |                     |                      |                      |                      |  |  |                             |                             |                             |
|  | G2 Esports        | G2 Esports        | 1                 |                     |                     |                      |                      |                      |  |  |                             |                             |                             |
|  | FURIA             | FURIA             | 0                 |                     |                     | G2 Esports           | G2 Esports           | G2 Esports           |  |  |                             |                             |                             |
|  | FURIA             | FURIA             | 0                 |                     |                     | G2 Esports           | G2 Esports           | G2 Esports           |  |  |                             |                             |                             |
|  |                   |                   |                   |                     |                     | FlyQuest             |                      |                      |  |  |                             |                             |                             |
|  |                   |                   |                   |                     |                     |                      |                      |                      |  |  |                             |                             |                             |
|  | Trận đấu loại trừ | Trận đấu loại trừ | Trận đấu loại trừ | Trận đấu quyết định | Trận đấu quyết định | Trận đấu quyết định  |                      |                      |  |  |                             |                             |                             |
|  | Trận đấu loại trừ | Trận đấu loại trừ | Trận đấu loại trừ | Trận đấu quyết định | Trận đấu quyết định | Trận đấu quyết định  |                      |                      |  |  |                             |                             |                             |
|  |                   |                   |                   |                     |                     |                      |                      |                      |  |  |                             |                             |                             |
|  |                   |                   |                   |                     |                     |                      |                      |                      |  |  |                             |                             |                             |
|  | Cloud9            | Cloud9            | 0                 | FlyQuest            | FlyQuest            | 1                    |                      |                      |  |  |                             |                             |                             |
|  | Cloud9            | Cloud9            | 0                 | FlyQuest            | FlyQuest            | 1                    |                      |                      |  |  |                             |                             |                             |
|  | FURIA             | FURIA             | 1                 |                     |                     | FURIA                | FURIA                | 0                    |  |  |                             |                             |                             |
|  | FURIA             | FURIA             | 1                 |                     |                     | FURIA                | FURIA                | 0                    |  |  |                             |                             |                             |

#### Bảng B
|  |                     |                     |                   |                     |                     |                      |                      |                      |  |  |                             |                             |                             |
|  | Trận đấu mở màn     | Trận đấu mở màn     | Trận đấu mở màn   |                     |                     | Trận đấu nhánh thắng | Trận đấu nhánh thắng | Trận đấu nhánh thắng |  |  | Lọt vào Vòng loại trực tiếp | Lọt vào Vòng loại trực tiếp | Lọt vào Vòng loại trực tiếp |
|  | Trận đấu mở màn     | Trận đấu mở màn     | Trận đấu mở màn   |                     |                     | Trận đấu nhánh thắng | Trận đấu nhánh thắng | Trận đấu nhánh thắng |  |  | Lọt vào Vòng loại trực tiếp | Lọt vào Vòng loại trực tiếp | Lọt vào Vòng loại trực tiếp |
|  |                     |                     |                   |                     |                     |                      |                      |                      |  |  |                             |                             |                             |
|  |                     |                     |                   |                     |                     |                      |                      |                      |  |  |                             |                             |                             |
|  | CTBC Flying Oyster  | CTBC Flying Oyster  | 0                 |                     |                     |                      |                      |                      |  |  |                             |                             |                             |
|  | CTBC Flying Oyster  | CTBC Flying Oyster  | 0                 |                     |                     |                      |                      |                      |  |  |                             |                             |                             |
|  | Hanwha Life Esports | Hanwha Life Esports | 1                 |                     |                     |                      |                      |                      |  |  |                             |                             |                             |
|  | Hanwha Life Esports | Hanwha Life Esports | 1                 |                     |                     |                      |                      |                      |  |  |                             |                             |                             |
|  |                     |                     |                   | Hanwha Life Esports | Hanwha Life Esports | 1                    |                      |                      |  |  |                             |                             |                             |
|  |                     |                     |                   | Hanwha Life Esports | Hanwha Life Esports | 1                    |                      |                      |  |  |                             |                             |                             |
|  |                     |                     | Movistar KOI      | Movistar KOI        | 0                   |                      |                      |                      |  |  |                             |                             |                             |
|  |                     |                     |                   | Movistar KOI        | 0                   |                      |                      |                      |  |  |                             |                             |                             |
|  | Movistar KOI        | Movistar KOI        | 1                 |                     |                     |                      |                      |                      |  |  |                             |                             |                             |
|  | Movistar KOI        | Movistar KOI        | 1                 |                     |                     |                      |                      |                      |  |  |                             |                             |                             |
|  | GAM Esports         | GAM Esports         | 0                 |                     |                     | Hanwha Life Esports  | Hanwha Life Esports  | Hanwha Life Esports  |  |  |                             |                             |                             |
|  | GAM Esports         | GAM Esports         | 0                 |                     |                     | Hanwha Life Esports  | Hanwha Life Esports  | Hanwha Life Esports  |  |  |                             |                             |                             |
|  |                     |                     |                   |                     |                     | Movistar KOI         |                      |                      |  |  |                             |                             |                             |
|  |                     |                     |                   |                     |                     |                      |                      |                      |  |  |                             |                             |                             |
|  | Trận đấu loại trừ   | Trận đấu loại trừ   | Trận đấu loại trừ | Trận đấu quyết định | Trận đấu quyết định | Trận đấu quyết định  |                      |                      |  |  |                             |                             |                             |
|  | Trận đấu loại trừ   | Trận đấu loại trừ   | Trận đấu loại trừ | Trận đấu quyết định | Trận đấu quyết định | Trận đấu quyết định  |                      |                      |  |  |                             |                             |                             |
|  |                     |                     |                   |                     |                     |                      |                      |                      |  |  |                             |                             |                             |
|  |                     |                     |                   |                     |                     |                      |                      |                      |  |  |                             |                             |                             |
|  | CTBC Flying Oyster  | CTBC Flying Oyster  | 1                 | Movistar KOI        | Movistar KOI        | 1                    |                      |                      |  |  |                             |                             |                             |
|  | CTBC Flying Oyster  | CTBC Flying Oyster  | 1                 | Movistar KOI        | Movistar KOI        | 1                    |                      |                      |  |  |                             |                             |                             |
|  | GAM Esports         | GAM Esports         | 0                 |                     |                     | CTBC Flying Oyster   | CTBC Flying Oyster   | 0                    |  |  |                             |                             |                             |
|  | GAM Esports         | GAM Esports         | 0                 |                     |                     | CTBC Flying Oyster   | CTBC Flying Oyster   | 0                    |  |  |                             |                             |                             |

## Vòng loại trực tiếp
|  |                     |                     |              |            |   |                    |                    |                    |                 |                 |            |            |   |  |  |                 |                 |                 |
|  | Tứ kết (BO3)        | Tứ kết (BO3)        | Tứ kết (BO3) |            |   | Bán kết (BO3)      | Bán kết (BO3)      | Bán kết (BO3)      |                 |                 |            |            |   |  |  | Chung kết (BO5) | Chung kết (BO5) | Chung kết (BO5) |
|  | Tứ kết (BO3)        | Tứ kết (BO3)        | Tứ kết (BO3) |            |   | Bán kết (BO3)      | Bán kết (BO3)      | Bán kết (BO3)      |                 |                 |            |            |   |  |  | Chung kết (BO5) | Chung kết (BO5) | Chung kết (BO5) |
|  |                     |                     |              |            |   |                    |                    |                    |                 |                 |            |            |   |  |  |                 |                 |                 |
|  |                     |                     |              |            |   |                    |                    |                    |                 |                 |            |            |   |  |  |                 |                 |                 |
|  | Gen.G               | Gen.G               | 2            |            |   |                    |                    |                    |                 |                 |            |            |   |  |  |                 |                 |                 |
|  | Gen.G               | Gen.G               | 2            |            |   |                    |                    |                    |                 |                 |            |            |   |  |  |                 |                 |                 |
|  | FlyQuest            | FlyQuest            | 0            |            |   |                    |                    |                    |                 |                 |            |            |   |  |  |                 |                 |                 |
|  | FlyQuest            | FlyQuest            | 0            |            |   | Gen.G              | Gen.G              | 2                  |                 |                 |            |            |   |  |  |                 |                 |                 |
|  |                     |                     |              |            |   | Gen.G              | Gen.G              | 2                  |                 |                 |            |            |   |  |  |                 |                 |                 |
|  |                     |                     | G2 Esports   | G2 Esports | 1 |                    |                    |                    |                 |                 |            |            |   |  |  |                 |                 |                 |
|  | Bilibili Gaming     | Bilibili Gaming     | G2 Esports   | G2 Esports | 1 | 1                  |                    |                    |                 |                 |            |            |   |  |  |                 |                 |                 |
|  | Bilibili Gaming     | Bilibili Gaming     |              |            |   |                    |                    |                    |                 |                 |            |            |   |  |  |                 |                 |                 |
|  | G2 Esports          | G2 Esports          | 2            |            |   |                    |                    |                    |                 |                 |            |            |   |  |  |                 |                 |                 |
|  | G2 Esports          | G2 Esports          | 2            |            |   |                    |                    |                    | Gen.G           | Gen.G           | 3          |            |   |  |  |                 |                 |                 |
|  |                     |                     |              |            |   |                    |                    |                    | Gen.G           | Gen.G           | 3          |            |   |  |  |                 |                 |                 |
|  |                     |                     |              |            |   |                    |                    | Anyone's Legend    | Anyone's Legend | 2               |            |            |   |  |  |                 |                 |                 |
|  | Anyone's Legend     | Anyone's Legend     | 2            |            |   |                    |                    |                    | Anyone's Legend | 2               |            |            |   |  |  |                 |                 |                 |
|  | Anyone's Legend     | Anyone's Legend     | 2            |            |   |                    |                    |                    |                 |                 |            |            |   |  |  |                 |                 |                 |
|  | Hanwha Life Esports | Hanwha Life Esports | 1            |            |   | Tranh hạng 3 (BO3) | Tranh hạng 3 (BO3) | Tranh hạng 3 (BO3) |                 |                 |            |            |   |  |  |                 |                 |                 |
|  | Hanwha Life Esports | Hanwha Life Esports | 1            |            |   | Tranh hạng 3 (BO3) | Tranh hạng 3 (BO3) | Tranh hạng 3 (BO3) | Anyone's Legend | Anyone's Legend | 2          |            |   |  |  |                 |                 |                 |
|  |                     |                     |              |            |   |                    |                    |                    |                 |                 | 2          |            |   |  |  |                 |                 |                 |
|  |                     |                     | T1           | T1         | 0 |                    |                    |                    |                 |                 |            |            |   |  |  |                 |                 |                 |
|  | T1                  | T1                  | T1           | T1         | 0 | 2                  |                    |                    |                 |                 | G2 Esports | G2 Esports | 0 |  |  |                 |                 |                 |
|  | T1                  | T1                  |              |            |   |                    |                    |                    |                 |                 | G2 Esports | G2 Esports | 0 |  |  |                 |                 |                 |
|  | Movistar KOI        | Movistar KOI        | 1            |            |   | T1                 | T1                 | 2                  |                 |                 |            |            |   |  |  |                 |                 |                 |
|  | Movistar KOI        | Movistar KOI        | 1            |            |   | T1                 | T1                 | 2                  |                 |                 |            |            |   |  |  |                 |                 |                 |

## Thứ hạng
| Thứ hạng | Đội tuyển           | Giải thưởng (%) | Giải thưởng (USD) | Điểm EWC |
| -------- | ------------------- | --------------- | ----------------- | -------- |
| 1        | Gen.G               | 30%             | $600,000          | 1000     |
| 2        | Anyone's Legend     | 16%             | $320,000          | 750      |
| 3        | T1                  | 11,5%           | $230,000          | 500      |
| 4        | G2 Esports          | 8%              | $160,000          | 300      |
| 5–8      | FlyQuest            | 5,5%            | $110,000          | 200      |
| 5–8      | Movistar KOI        | 5,5%            | $110,000          | 200      |
| 5–8      | Bilibili Gaming     | 5,5%            | $110,000          | 200      |
| 5–8      | Hanwha Life Esports | 5,5%            | $110,000          | 200      |
| 9–10     | FURIA               | 3,75%           | $75,000           |          |
| 9–10     | CTBC Flying Oyster  | 3,75%           | $75,000           |          |
| 11–12    | Cloud9              | 2,5%            | $50,000           |          |
| 11–12    | GAM Esports         | 2,5%            | $50,000           |          |